# Крекер-Крік (конус)
Конус Крекер-Крік - невеликий шлаковий конус на північному заході Британської Колумбії. Великий потік лави, який частково заповнив Рубі-Крік, міг походити з цього конуса. Нижня західна сторона конуса, здається, частково вкрита льодовиком, що свідчить про те, що конус старший за останні льодовикові просування вниз по Рубі-Крік. Конус Крекер-Крік знаходиться в Північній Кордильєрській вулканічній провінції та є одним із трьох молодих вулканічних конусів у вулканічному полі Атлін .